# Hockey Milano Rossoblu 2012-2013
Questa pagina contiene i dati relativi alla stagione hockeystica 2012-2013 della società di hockey su ghiaccio Hockey Milano Rossoblu.

## Roster
Portieri
| Numero | Nome e Cognome    | Data di Nascita | Nazionalità | Altezza | Peso |
| ------ | ----------------- | --------------- | ----------- | ------- | ---- |
| 30     | Andrew Raycroft   | 04/05/1980      | CAN         | 183     | 84   |
| 35     | Paolo Della Bella | 12/09/1977      | ITA-SVI     | 178     | 84   |

Difensori
| Numero | Nome e Cognome    | Data di Nascita | Nazionalità | Altezza | Peso |
| ------ | ----------------- | --------------- | ----------- | ------- | ---- |
| 2      | Jan Snopek        | 21/06/1976      | CZE         | 193     | 101  |
| 5      | Alessandro Re "A" | 20/07/1986      | ITA         | 186     | 80   |
| 19     | Matt De Marchi    | 04/05/1981      | ITA-USA     | 191     | 86   |
| 21     | Federico Betti    | 18/05/1985      | ITA         | 185     | 90   |
| 24     | Andreas Lutz      | 30/03/1986      | ITA         | 171     | 77   |
| 25     | Marvin Degon      | 20/07/1983      | USA         | 180     | 86   |
| 38     | David Liffiton    | 18/10/1984      | CAN         | 190     | 95   |
| 46     | Niccolò Latin     | 28/03/1992      | ITA         | 187     | 102  |
| 89     | Francesco Borghi  | 12/06/1991      | ITA         | 178     | 80   |

Attaccanti
| Numero | Nome e Cognome       | Data di Nascita | Nazionalità | Altezza | Peso |
| ------ | -------------------- | --------------- | ----------- | ------- | ---- |
| 4      | Diego Iori           | 20/05/1986      | ITA         | 168     | 75   |
| 9      | Ryan Kinasewich      | 20/08/1983      | CAN         | 186     | 95   |
| 10     | Jordan Knackstedt    | 28/09/1988      | CAN         | 191     | 91   |
| 13     | Mirko Migliavacca    | 15/09/1992      | ITA         | 167     | 65   |
| 15     | Edoardo Caletti      | 16/07/1986      | ITA         | 186     | 85   |
| 18     | Manuel Lo Presti     | 24/05/1987      | ITA         | 180     | 80   |
| 23     | Marcello Borghi      | 22/03/1993      | ITA         | 185     | 72   |
| 26     | Tommaso Goi          | 08/01/1990      | ITA         | 179     | 74   |
| 27     | Michael Mazzacane    | 07/04/1988      | ITA         | 172     | 73   |
| 28     | Jesse Schultz        | 28/09/1982      | CAN         | 183     | 87   |
| 40     | Matt Ryan            | 12/11/1983      | CAN         | 180     | 82   |
| 55     | Stefano Gherardi     | 30/03/1993      | ITA         | -       | -    |
| 71     | Luca Ansoldi "A"     | 05/01/1982      | ITA         | 183     | 92   |
| 77     | Angelo Esposito      | 20/02/1989      | CAN-ITA     | 185     | 82   |
| 91     | Tommaso Migliore "C" | 02/12/1988      | ITA         | 184     | 84   |

Allenatori
| Ruolo      | Nome e Cognome |
| ---------- | -------------- |
| Allenatore | Adolf Insam    |